# Caproni Ca.95
Il Caproni Ca.95 fu un bombardiere pesante trimotore, monoplano ad ala alta, sviluppato dall'azienda aeronautica italiana Aeronautica Caproni nei tardi anni venti e rimasto allo stadio di prototipo.
Progettato nell'ambito della volontà espressa dal governo italiano di sperimentare dei bombardieri a grande autonomia (G.A.) con cui equipaggiare i reparti da bombardamento della Regia Aeronautica, non trovò un utilizzo pratico e come gli altri modelli sviluppati allo stesso scopo venne velocemente messo fuori servizio e radiato nel 1934.

## Storia del progetto

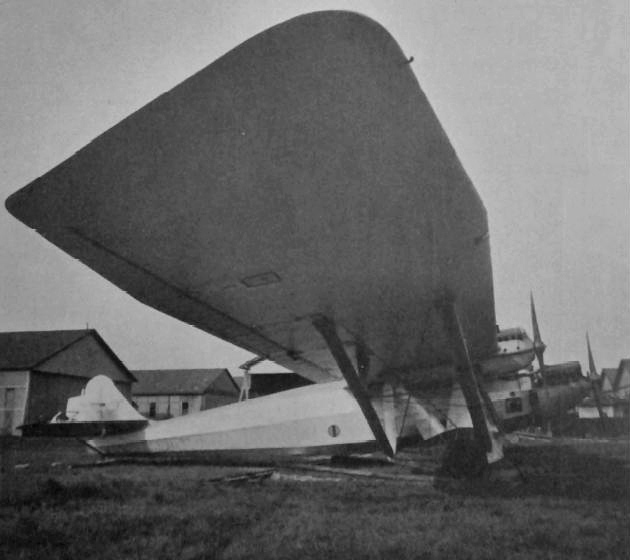
Vista laterale dal basso.

Vista frontale sul campo di Taliedo.

Nei primi mesi del 1927, il Ministero dell'aeronautica emise una specifica per la fornitura di un nuovo modello di bombardiere plurimotore la quale prevedeva un velivolo di costruzione metallica in grado di trasportare un carico bellico pari a 2 000 kg, con un'autonomia di 3 000 km (1 620 nmi) e capacità di arrivare ad una quota di 5 000 km (16 404 ft) in un tempo massimo di 60 min.
Al concorso si presentò anche la Caproni, che già aveva esperienza con i grandi biplani Ca.79 e Ca.90 e che aveva già ottenuto una commissione per la fornitura ad un precedente simile concorso, la quale si trovò a competere con Breda e Fiat Aviazione.
Il progetto, affidato alla direzione tecnica dell'azienda ed indicato come Ca.95, era relativo, come da specifiche, a un grande velivolo di costruzione metallica caratterizzato da una velatura monoplana, soluzione che si distaccava dall'impostazione prevalente adottata dai modelli dell'azienda.
Dopo gli studi preliminari, il progetto venne presentato alle autorità militari ottenendo un contratto per un valore di 2 700 000 Lire sottoscritto, per la stessa cifra anche con i concorrenti Breda e Fiat Aviazione, tra febbraio e marzo 1928, contratto poi liquidato nell'ottobre 1932 con il valore ridotto a £. 2 362 500.
La costruzione del prototipo, che poi rimase anche l'unico esemplare costruito, venne avviata presso le Officine Aeronautiche Caproni di Vizzola Ticino. Benché non si abbiano notizie della data del primo volo, i collaudi avvenuti in azienda rivelarono che durante i voli di prova il modello tendeva in più occasioni a trasmettere forti vibrazioni alla struttura. Ciò nonostante, nel giugno 1930, il velivolo venne inviato all'Aeroporto del Littorio per essere presentato alle autorità della Regia Aeronautica durante i "Giorni dell'Ala". Ottenuta la MM.100, il modello non riuscì ad essere collaudato ufficialmente che il 19 maggio 1932.

## Tecnica

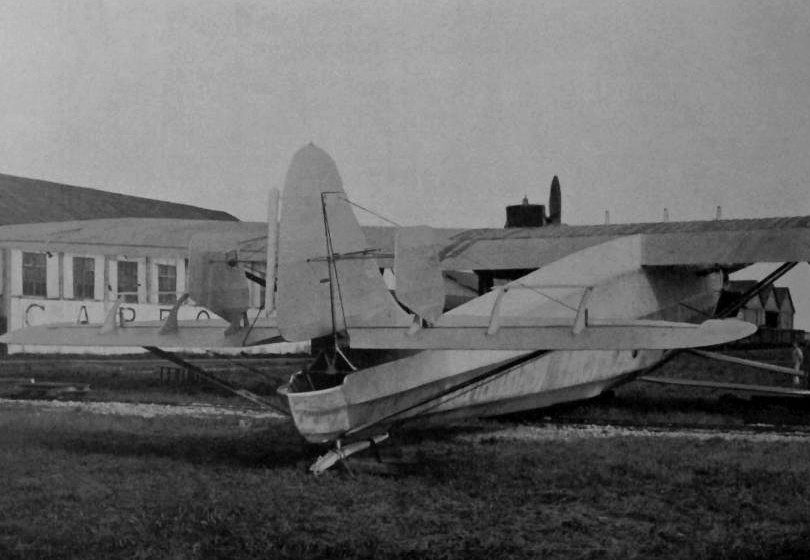
La sezione posteriore della fusoliera mostra il complesso impennaggio e la postazione difensiva in coda del Ca.95.

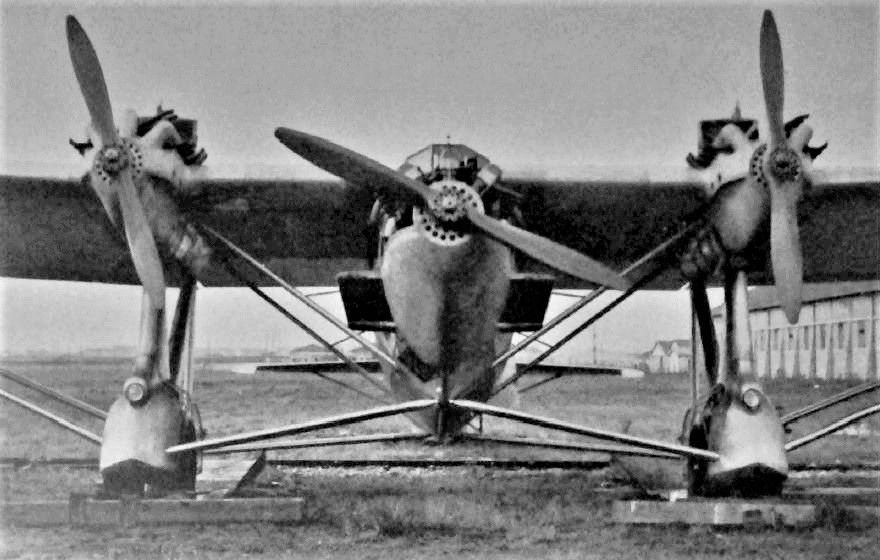
Vista frontale del Ca.95: particolare della zona centrale, con le gambe di forza del carrello d'atterraggio e i tre motori Isotta Fraschini Asso 1000.

Il Caproni Ca.95 fu un velivolo dalla generose dimensioni di costruzione interamente metallica, trimotore e caratterizzato da una velatura monoplana ad ala alta e carrello fisso. Il velivolo si caratterizzava per l'ampia autonomia pari a circa 3 000 km e aveva un peso complessivo a pieno carico di 16 450 kg.
La fusoliera, che integrava la cabina di pilotaggio chiusa e lo scompartimento per l'equipaggio, previsto per un totale di quattro unità, era caratterizzata dalla sezione triangolare ed era costruita in tubi di acciaio a traliccio saldati tra loro, con rivestimento in tela, e terminava aperta a mo' di balcone sotto il timone verticale. La coda era caratterizzata da un complesso impennaggio, con elemento verticale principale integrato ai lati da due piccole derive e piani orizzontali controventati.
La velatura era monoplana, con ala posizionata alta, a pianta rettangolare e caratterizzata dal forte allungamento. Realizzata in tre parti, la centrale sosteneva il carrello d'atterraggio mentre le altre due erano collegate allo stesso tramite una coppia per lato di lunghe e robuste aste di controvento.
Il carrello d'atterraggio era di tipo biciclo anteriore fisso, caratterizzato dagli elementi anteriori ammortizzati grazie a gambe di forza dotate di ammortizzatori oleopneumatici e collegati a una struttura tubolare centrale adatta ad assorbire le asperità del terreno, al cui vertice inferiore erano collocate le ruote binate coperte da una carenatura. Posteriormente era integrato da un robusto pattino d'appoggio in legno, anch'esso ammortizzato, collocato sotto la coda.
La propulsione era affidata a tre motori Isotta Fraschini Asso 1000, dei 18 cilindri a W raffreddati a liquido in grado di erogare una potenza pari a 1 000 CV (745 kW) ciascuno. Ognuno di essi comandava, in presa diretta, un'elica bipala in legno a passo fisso. I due motori laterali erano montati a sbalzo sulle ali in corrispondenza dei carrelli, il terzo era posto davanti ai posti di pilotaggio nella fusoliera.
L'armamento difensivo era costituito da due postazioni dotate di mitragliatrici, in posizioni caudale e dorsale, più una torretta ventrale retrattile "a barile" a disposizione di un terzo mitragliere.

## Impiego operativo
Assegnato al 26º Gruppo Autonomo della Regia Aeronautica, venne inquadrato prima nella 63ª Squadriglia "Apparecchi sperimentali G.A.", poi nella 62ª Squadriglia, aggregata dal 25º Gruppo, rimanendo in servizio con modesta attività fino al 23 marzo 1934, data in cui fu costretto a terra a causa della rottura in volo del timone. Reputato non interessante avviarne la riparazione, venne radiato il successivo 14 agosto ed avviato alla demolizione.

## Utilizzatori
Italia
- Regia Aeronautica

### Pubblicazioni
- Gregory Alegi, I bombardieri sperimentali a Grande Autonomia, in Aeronautica, Nr.12, Roma, Associazione Arma Aeronautica (AAA), dicembre 2009 (Anno LIV), ISSN 0391-7630 (WC · ACNP).